# Blevice
Blevice (Duits: Blewitz) is een Tsjechische gemeente in de regio Midden-Bohemen en maakt deel uit van het district Kladno. Het dorp ligt op 12⁠km afstand van de stad Kladno en op 6 km afstand van Kralupy nad Vltavou.
Blevice telt 285 inwoners (2024).

## Geografie
Het dorp ligt aan het einde van het dal van de Blevickýbeek, omgeven door een op de zuidelijke en oostelijke heuvels. Het laagste punt van de gemeente bedraagt 213 meter ligt ten noordoosten van het dorp in het dal van de beek bij de weg naar Slatina. Het centrum van het dorp ligt op 230 meter hoogte. Het hoogste punt bedraagt 287 meter en is gelegen op een veld op een heuvel ten zuidwesten van het dorp in de richting van Koleč.

## Geschiedenis
De eerste schriftelijke vermelding van het dorp dateert van 1282. Bij de kerk stond een middeleeuws kasteel van de familie Šlecht, waar waarschijnlijk belangrijke Tsjechische humanist en diplomaat Jan Šlechta ze Všehrd op 24 januari 1466 waarschijnlijk werd geboren.
Sinds 1960 is Blevice een zelfstandige gemeente binnen het Kladnodistrict.

## Bezienswaardigheden
- In het bos aan de zuidkant van het dorp, aan de weg naar Zákolany, ligt een kleine (0,24 hectare) Joodse begraafplaats, met ongeveer 300 barokken en klassieke grafstenen uit de 18e en 19e eeuw. Tot aan de holocaust was de begraafplaats voornamelijk bedoeld voor overleden inwoners uit de omgeving; daarna werden er ook slachtoffers van elders begraven. In Blevice zelf woonden lange tijd twee Joodse families.[4]
- Kapel op het dorpsplein uit 1746. Op de zijmuur hangt een gedenkplaat met namen van inwoners die zijn omgekomen tijdens de Eerste Wereldoorlog.
- Grafheuvel in het bos Nad skalkou (Boven de rots) ten zuidoosten van het dorp. In de 19e eeuw werd onderzoek op de grafheuvel gedaan, maar er kon niet worden vastgesteld uit welke periode de grafheuvel stamt. Mogelijke dateringen variëren van de vroege bronstijd tot de vroege middeleeuwen.[5]

## Verkeer en vervoer

### Autowegen
Het dorp wordt bereikt door een regionale weg. Op 4 km afstand ligt weg II/101 die Blevice met Kralupy nad Vltavou en Kladno verbindt.

### Spoorlijnen
Er is geen station in het dorp. Het dichtstbijzijnde station is Zákolany op 2 km afstand. Dat station ligt aan spoorlijn 093 Kralupy nad Vltavou - Kladno.

### Buslijnen
Er halteren twee buslijnen van in het dorp:
- Lĳn 620 Kladno - Kralupy nad Vltavou (vervoerder: Valenta Bus in opdracht van Praags Geïntegreerd Vervoer);
- Lĳn 623 Kladno - Velvary (vervoerder: ČSAD MHD Kladno in opdracht van Arriva Střední Čechy).

## Galerij

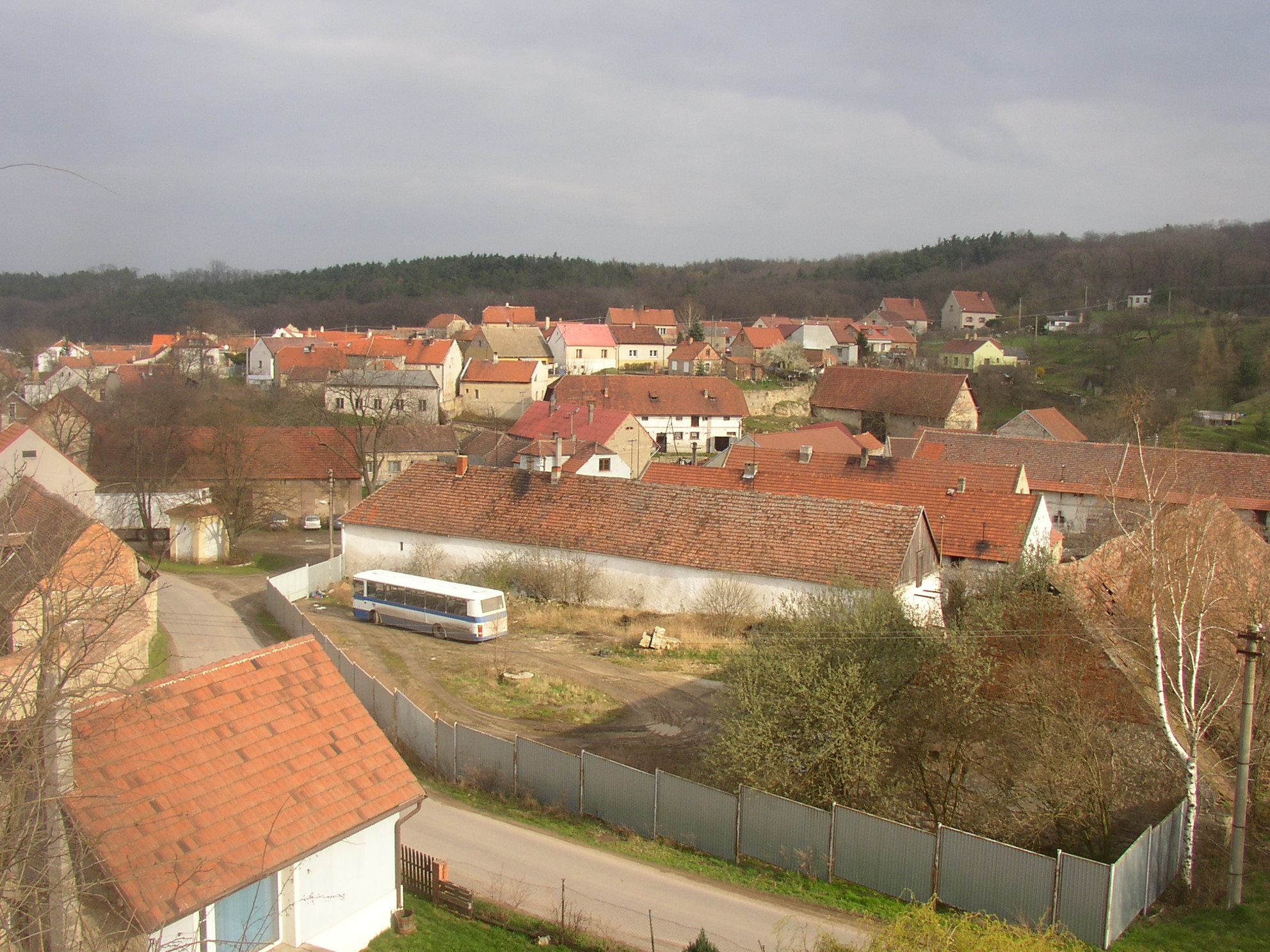
Blik op Blevice vanuit het noordwesten
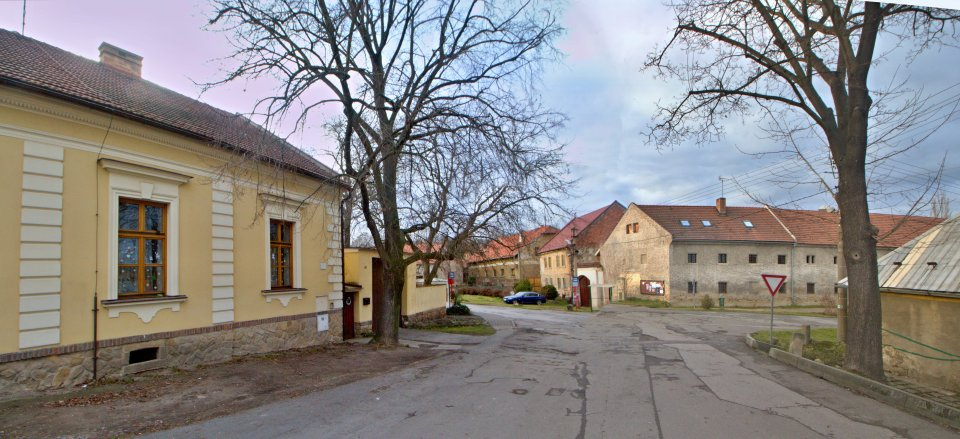
Gemeentehuis van Blevice
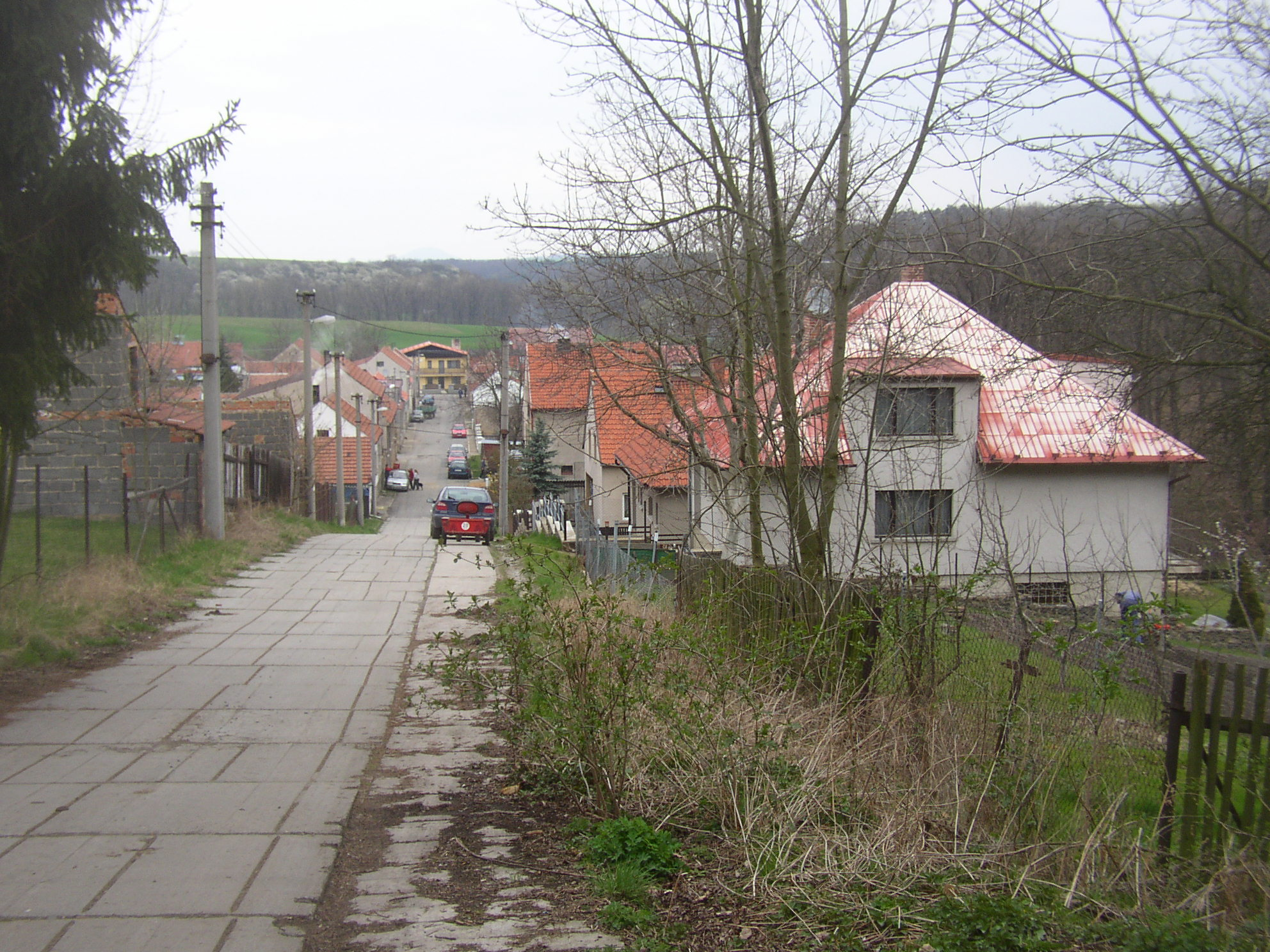
Straat in Blevice
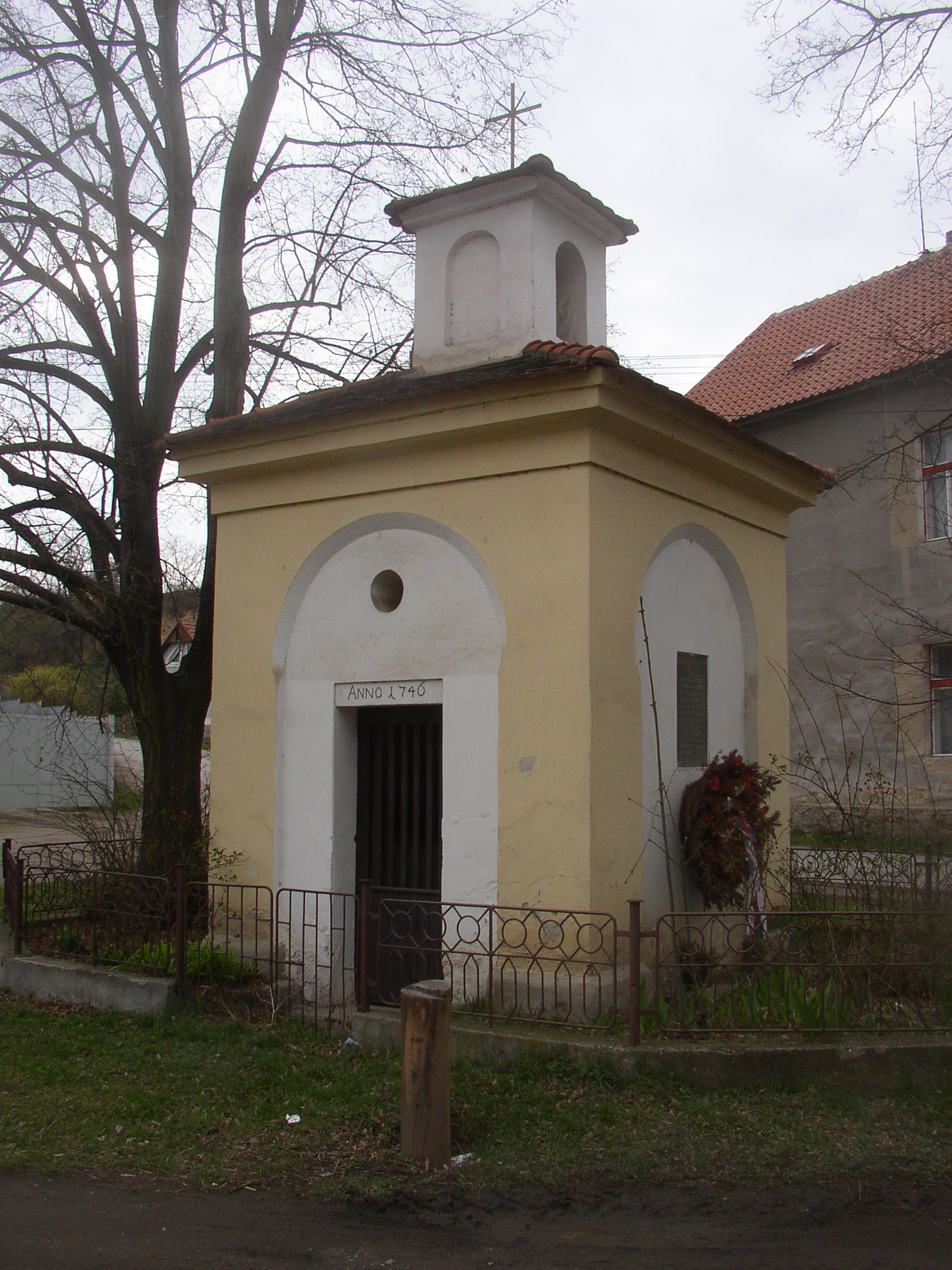
Kapel in Blevice
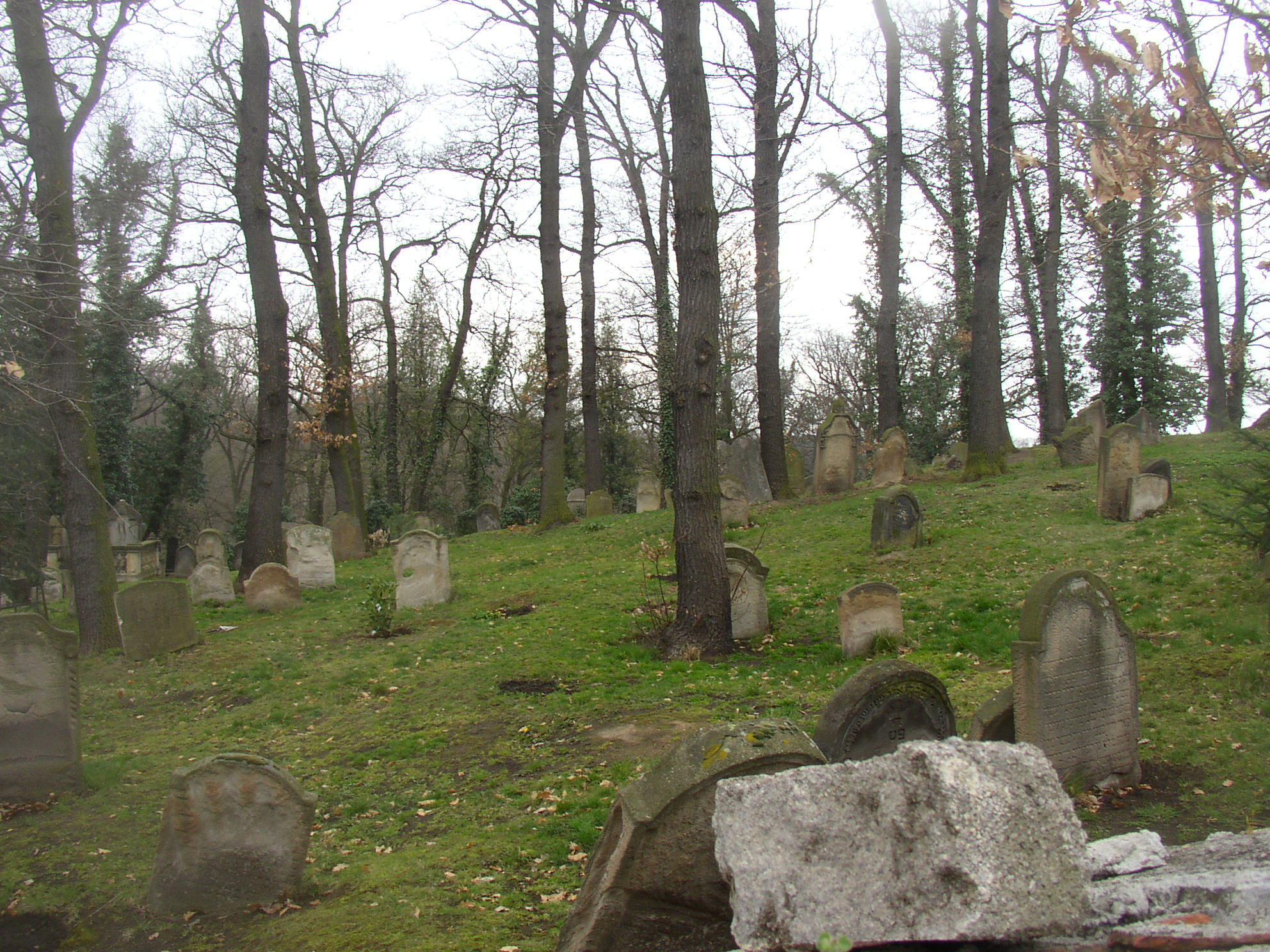
Joodse begraafplaats in Blevice